# The Show (film, 1922)
Pour les articles homonymes, voir The Show.
Pour plus de détails, voir Fiche technique et Distribution.
The Show est un film muet américain réalisé par Larry Semon et Norman Taurog et sorti en 1922.

## Synopsis
Larry, accessoiriste dans un music-hall, fait échouer le vol de la caisse du théâtre.

## Fiche technique
- Titre : The Show
- Réalisation : Larry Semon, Norman Taurog
- Scénario : Larry Semon, Norman Taurog
- Producteur : Albert E. Smith
- Société de production : Vitagraph Company
- Société de distribution : Vitagraph Company
- Pays de production :  États-Unis
- Langue : titres en anglais
- Format : Noir et blanc - 35 mm - 1,37:1  -  Muet
- Genre : Comédie
- Longueur : deux bobines
- Date de sortie : 
  - États-Unis : 19 mars 1922

## Distribution
Source principale de la distribution :
- Larry Semon : l'accessoiriste / le spectateur poli
- Oliver Hardy[2] : le régisseur / dans le public
- Frank Alexander : un danseur / la femme du père de famille
- Lucille Carlisle : l'actrice
- Betty Young : une danseuse
- Alice Davenport : dans le public
- Al Thompson : le père de famille
- Pete Gordon : le fils
- Frank J. Coleman : dans le public / la femme au chapeau / un policier
- Jack Miller : le voyou
- Grover Ligon : le policier imberbe
- William Hauber[3] : dans le public
- Coy Watson :

## Commentaires
Inspirée du célèbre sketch de la troupe de Fred Karno Mumming Birds, cette comédie se termine par une époustouflante course poursuite.